# Астерикс и Обеликс против Цезаря
«Астери́кс и Обели́кс против Це́заря» (фр. Astérix et Obélix contre César) — франко-немецкая кинокомедия режиссёра Клода Зиди, первая официальная экранизация комиксов Рене Госинни и Альбера Удерзо о галлах Астериксе и Обеликсе. Фильм вышел на экраны в 1999 году и был восторженно принят публикой.

## Сюжет
50 год до нашей эры. Вся Галлия подчинена римскому владычеству во главе с Гаем Юлием Цезарем. Выступая перед легионерами перед началом кампании в Британии, он кичится, что даже самые отдалённые поселения платят налоги в казну Рима. Однако же генералы скрывают от императора, что всё не совсем так.
Одна деревня в Арморике (ныне французская Бретань), жители которой не признавали римские законы, ещё сопротивлялась. С виду это обычное кельтское поселение, где главными заботами являются борьба с невыносимо отвратительным пением местного барда Консерваторикса или свары с торговцем рыбой Ордралфабетиксом, который кулаками доказывает качество своего товара. В разгар одной из так называемых «Битв за рыбу» деревенскому друиду Панорамиксу через глаз попавшей в его дверь рыбы-меча является злое знамение: часть неба застилают тучи, а вороны собираются в череп.
Именно в этот день в один из каструмов вокруг деревни приезжает римский патриций Детригнус, желающий узнать, из-за чего римляне не могут захватить одно-единственное поселение. Комендант лагеря, центурион Каюс Бонус, рассказывает, что всё дело в волшебном зелье Панорамикса, глоток которого придаёт человеку огромную физическую силу и выносливость — можно как поднять камень, так и одолеть в кулачном бою с десяток легионеров в доспехах. Детригнус видит в этом возможность воплотить старый план по свержению Цезаря и воцарению в Риме, однако любая попытка захватить друида обречена на провал ввиду того, что вне деревни его всегда сопровождают лучшие воины племени — ловкий Астерикс, чья эрудиция помогает ему найти выход из любой безнадёжной ситуации, и добродушный здоровяк-Обеликс, у которого исполинская сила с самого детства, ибо он однажды случайно упал в котел с волшебным напитком. Избавиться от них не помогает даже устроенная Каюсом Бонусом засада с огромным валуном, который галлы благополучно поднимают и отбрасывают в сторону, а самому центуриону «накручивают уши».
Вечером того же дня Обеликс резко меняется: садится на диету (отказывается от поедания целых кабанов), а после приволакивает в деревню менгир в форме сердечка. Всё это ради первой красавицы деревни, Фальбалы, недавно вернувшейся после учёбы в Лютеции (будущем Париже). Однако сердце девушки принадлежит молодому галльскому воину Трагикомиксу, из-за чего сам Обеликс очень расстраивается.
Так как Цезарь не знает о строптивости местного населения, в один из лагерей близ деревни приезжает сборщик дани Малосинус. Этим решает воспользоваться один из работающих на римлян батраков, который приходит в деревню под личиной колдуна-предсказателя по имени Проликс. Он «предсказывает», что скоро в деревню приедет огромный сундук с золотом, и что отбив его, деревенский вождь Абранакурсикс сможет собрать армию для изгнания римлян из Галлии и станет королём. Астерикс отказывается верить лжепророку, за что быстро становится для земляков персоной нон грата.
Утром Малосинус отправляется в деревню за данью вопреки предупреждениям Каюса Бонуса, что с галлами лучше не связываться. Прибыв в деревню, Малосинус получает от галлов вежливый отказ и, придя в бешенство, пытается забрать золото силой, но оказывается выброшен за частокол вместе со свитой своих легионеров, а галлы оставляют всё собранное в провинции золото себе.
Ликованию галлов нет предела, однако Астерикс один из всех остаётся недоволен и пытается убедить вождя отдать золото обратно, дабы не навлечь на деревню гнев римлян, но его не слушают. Данное пророчество оказывается более чем точным: разгневанный тем, что от него скрыли факт существования очага сопротивления, Цезарь лично прибывает в расположение войск и приказывает всему гарнизону в пять сотен солдат немедленно атаковать. Галлам не доставляет особого труда разбить римлян, а вечером устроить пир в честь грядущих побед. На нём Проликс травит Астерикса галлюциногенными грибами, отчего тот принимает Обеликса за Цезаря и устраивает потасовку. Только совет Панорамикса применить ужасное пение Консерваторикса приводит Астерикса в себя, однако Проликс с сообщниками уже уехали вместе с золотом. Казалось, проблема решена: нет золота — нет Цезаря…
Пока Цезарь собирает войска для осады деревни, Детригнус решается тайком пробраться на собрание друидов, премию «Золотого серпа», где ему удаётся захватить Панорамикса, воспользовавшись тем, что в священную рощу вход есть только друидам, а сам патриций ни в грош не ставит традиции или правила. Астерикс и Обеликс выслеживают похитителей до римского лагеря, куда пробираются хитростью: Обеликс будет притворяться римским легионером Обелусом, а сам Астерикс сыграет роль галльского пленника, подмастерья друида, ровно до тех самых пор, пока не подаст другу сигнал: «Обелус, выручай. Вновь стань Обеликсом». Однако план проваливается, когда один из людей Детригнуса перехватывает их и уводит Астерикса в подземелья, где Панорамикс претерпевает пытки на дыбе. Друид сдаётся, только когда пыткам подвергается побежавший за Астериксом пёс Обеликса, Идефикс. Узнав о коварстве патриция, желающего царствовать в империи, Цезарь посылает за ним своих преторианцев, чтобы те сразу отправили предателя на корм львам, и только оказавшийся у них на пути Обелус не даёт этому случиться. В обмен на свидание с Астериксом и звание центуриона Обелус помогает Детригнусу в государственном перевороте.
Выдав отсутствие Цезаря за тяжёлую болезнь и пообещав повышение жалования, Детригнус быстро получает поддержку легионеров, а после, из-за провальной попытки Панорамикса напоить Астерикса волшебным напитком «с пылу, с жару», в ультимативной форме требует у того оружие в виде ста порций напитка силы. Вечером Детригнус организует «Большие Игры» — полосу препятствий со змеями, львами, крокодилами, пауками и слонами. Астерикс обязан пройти её до конца, чтобы получить свободу. В самом конце полосы Астерикса начинает душить «джокер», огромный уродливый звероподобный силач, и Детригнус расшифровывает по губам секретный пароль «Обелус, выручай. Вновь стань Обеликсом». Обеликс, выйдя из образа, разносит ловушки в пух и прах, а после освобождает из темницы не только друида и своего пса, но и таинственного заключённого в железной маске. По возвращении в деревню выясняется, что этим узником является сам Цезарь, который в обмен на его возвращение на престол обещает помочь галлам снять осаду их деревни.
Грядёт бой, но у галлов мало волшебного зелья, чтобы сдержать натиск. Панорамикс решается попросить у своего прадеда, Матузаликса, молоко единорога. После парочки издевательских испытаний старый друид отдаёт им флакон, который улучшает зелье — создаёт армию клонов Астерикса и Обеликса, которые громят всю армию римлян и помогают арестовать Детригнуса, который вымаливает помилование в обмен на список заговорщиков. Цезарь в благодарность объявляет, что деревня теперь является другом и союзником Рима, и освобождает галлов от уплаты налогов.
Римляне и галлы устраивают общую попойку в честь мира, а Обеликс берёт флакон с молоком единорога, чтобы напоить им Фальбалу и создать себе её копию, однако счастье оказывается недолгим: побочным эффектом молока является то, что копии рано или поздно превращаются в мыльные пузыри.
Обеликс впадает в уныние: Фальбала так и не стала его девушкой, а в окрестностях не осталось римлян, которых можно побить (легион вскоре передислоцировали в Египет). Однако в день рождения вся деревня поёт хвалебную песню в честь героя, а Юлий Цезарь посылает в качестве подарка «торт», состоящий из легионеров во главе с Каюсом Бонусом. Счастью Обеликса нет предела.

## Фото со съёмок

Галльская деревня
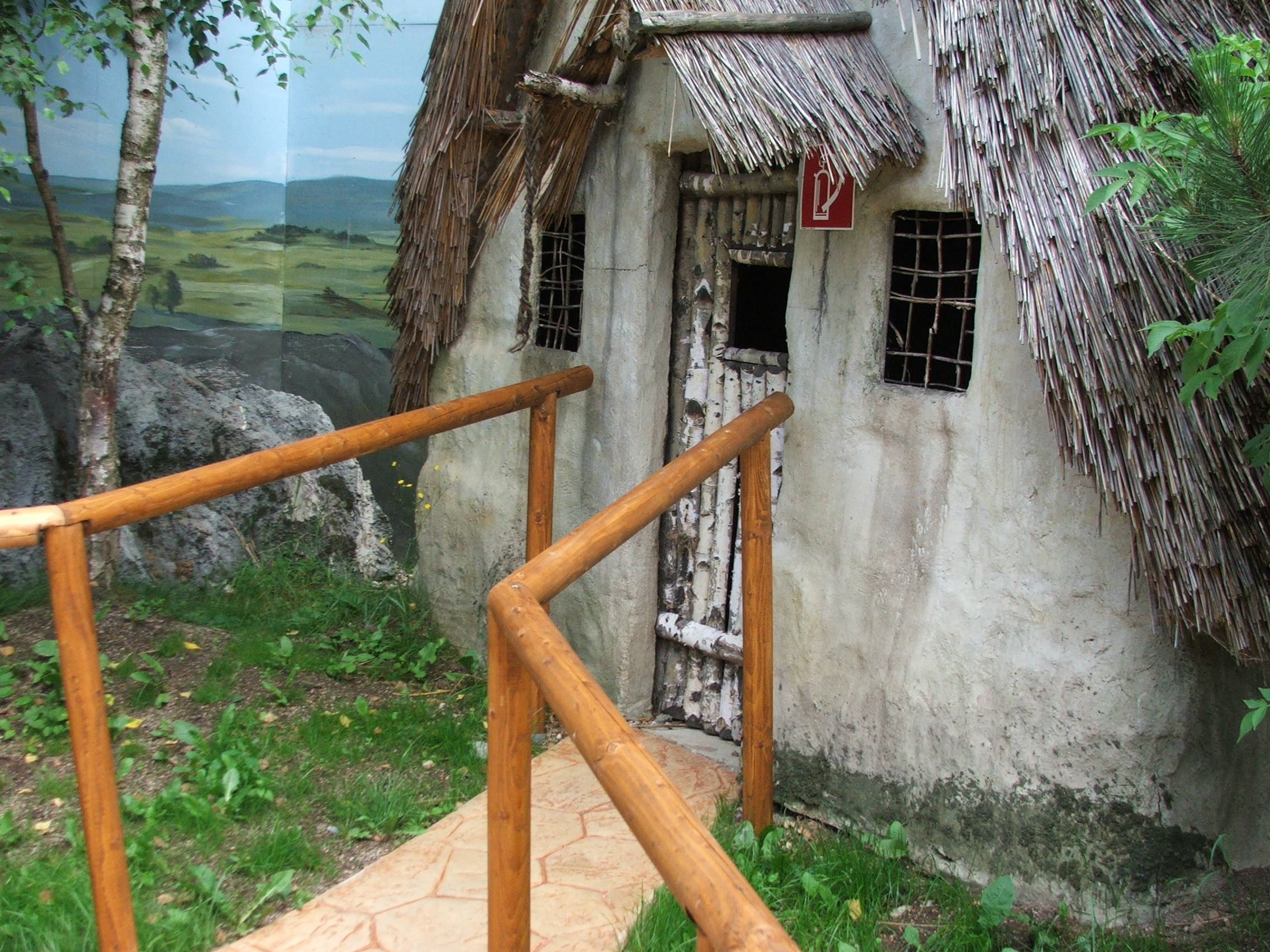
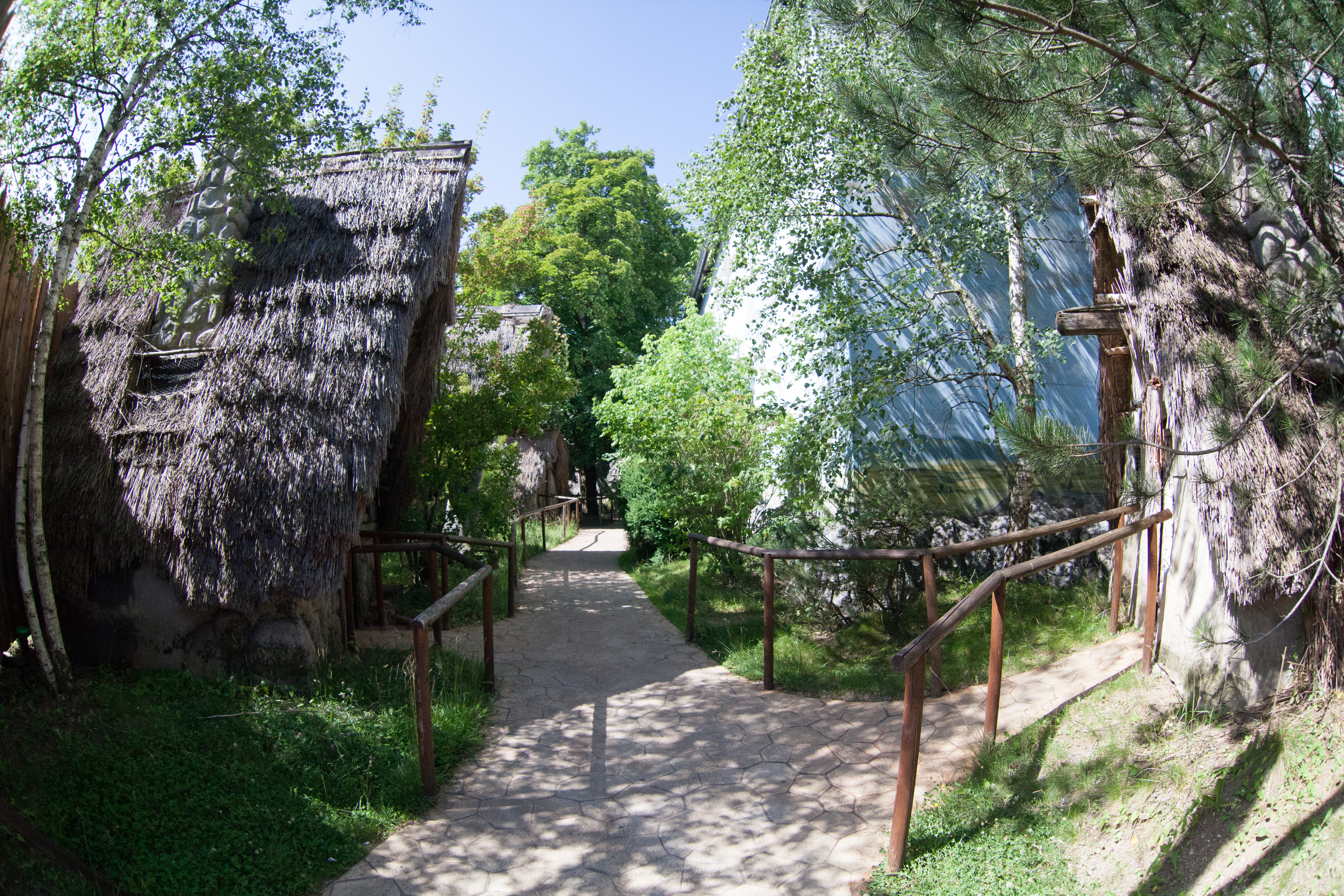

Испытания Астерикса
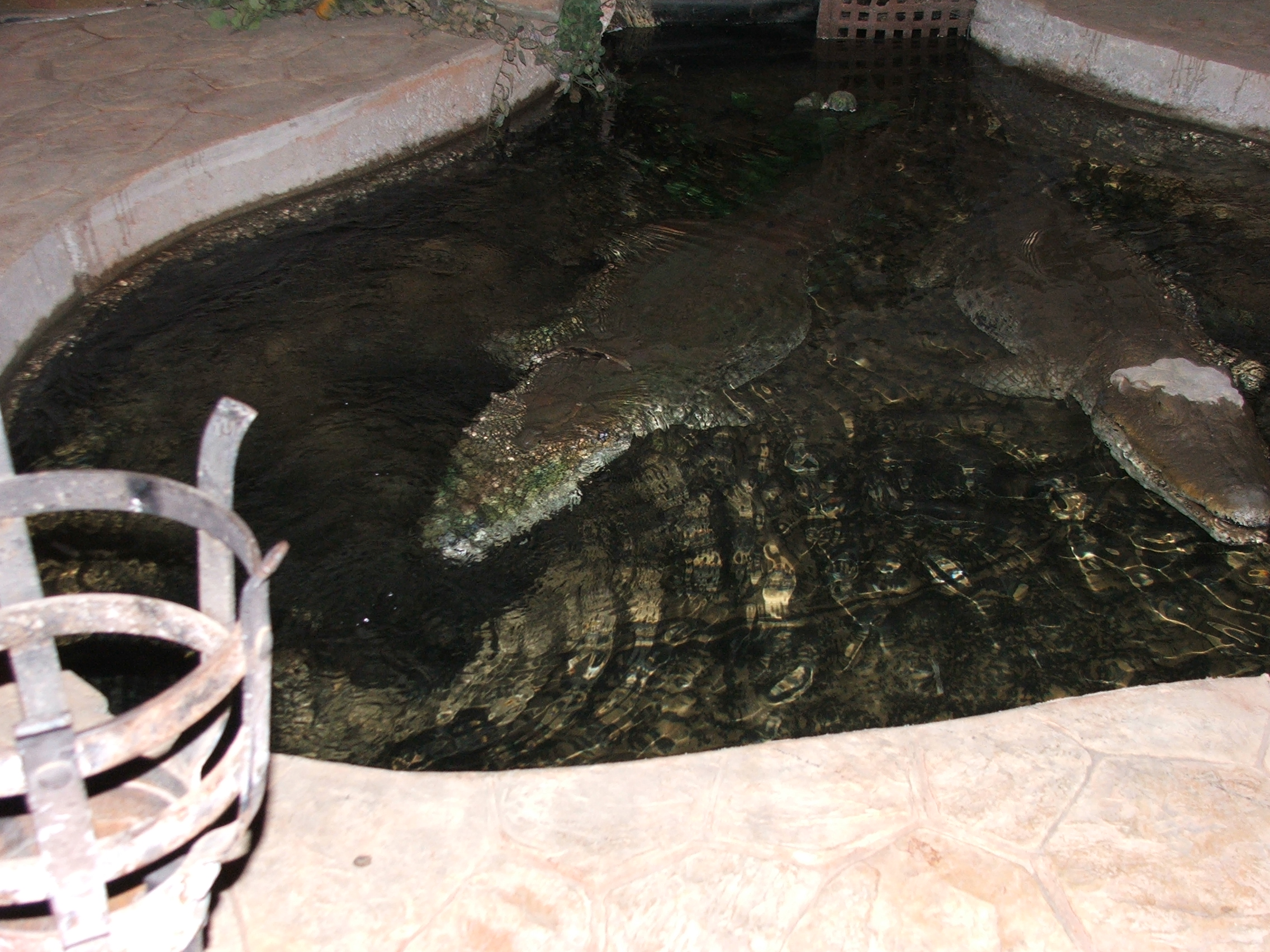

## В ролях
- Кристиан Клавье [Александр Завьялов] — Астерикс
- Жерар Депардье [Николай Лавров] — Обеликс
- Клод Пьеплю [Борис Смолкин] — Панорамикс
- Готфрид Йон [Михаил Морозов]  — Юлий Цезарь, римский правитель
- Роберто Бениньи [Юрий Герцман] — Детригнус, шпион Цезаря
- Мишель Галабрю [Николай Федорцов] — Абранакурсикс, вождь деревни
- Даниэль Прево [Юрий Лазарев] — Проликс, лже-колдун
- Летиция Каста [Елена Шульман] — Фальбала
- Ариэль Домбаль [Светлана Смирнова] — Мадам Ветераникс
- Сим [Борис Аракелов] — Ветераникс
- Марианна Зегебрехт [Наталья Данилова] — Мадам Боньминь, жена Абранакурсикса
- Жан-Пьер Кастальди [Сергей Воробьёв] — Каюс Бонус
- Пьер Палмаде — Консерваторикс, музыкант
- Жан-Роже Мило — Сетотаматикс, кузнец
- Жан-Жак Дево — Ордралфабетикс, торговец рыбой
- Харди Крюгер-младший — Трагикомикс, жених Фальбалы
- Мишель Мюллер [Владимир Маслаков] — Малосинус, сборщик налогов
- Оливье Ашар — Анорексикс, помощник Проликса
- Жерар Делапорте — Аламбикс, помощник Проликса
- Жан-Ив Туал — Матузаликс, прадед Панорамикса
- Патрик Масьё — Олибриус
- Герберт Фукс — Тикетдебус
- Беппе Черличи — Троллейбус, центурион
- Дидье Кочи — Брут
- Жан-Поль Фарре — Гипотенус, инженер Каюса Бонуса

## Премии
- 1999 — «Золотой Экран»
- 1999 — «Bogey Award in Silver»
- 2000 — «Баварская кинопремия» — лучший актёр второго плана (Готфрид Йон)
- 2000 — номинация на премию «Сезар» за костюм Цезаря

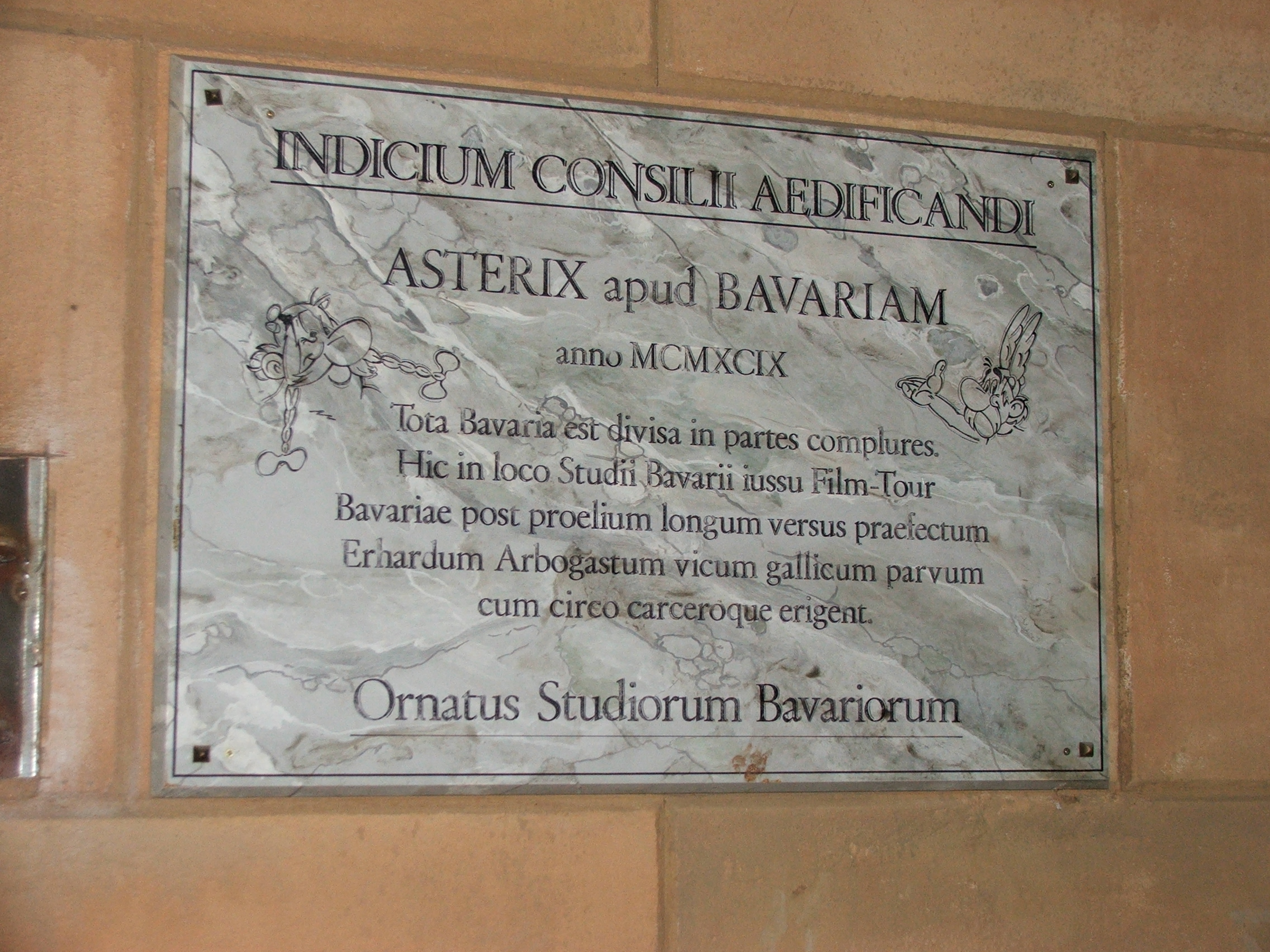
Мемориальная доска на студии, где снимался фильм